# Rosenstraße 18 (Weißenburg)

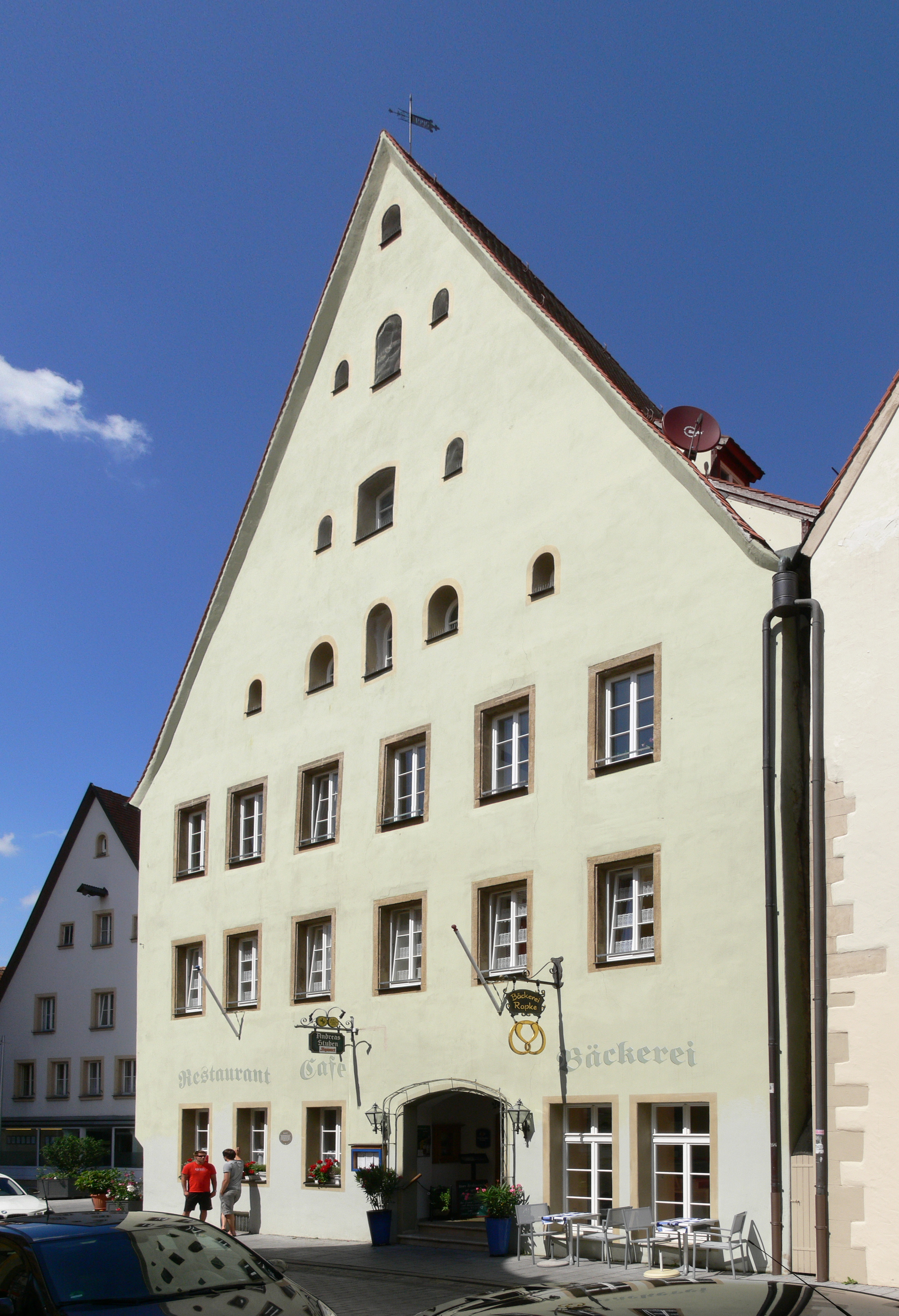
Rosenstraße 18, Bild aufgenommen 2012

Das Haus an der Rosenstraße 18 ist ein Bürgerhaus in der denkmalgeschützten Altstadt von Weißenburg in Bayern im mittelfränkischen Landkreis Weißenburg-Gunzenhausen. Es ist das fünftälteste Bürgerhaus Weißenburgs. Noch älter sind nur noch das Haus an der Luitpoldstraße 16, das Haus an der Judengasse 14, das Haus am Marktplatz 3 und das Haus an der Rosenstraße 10. Das Gebäude ist unter der Denkmalnummer D-5-77-177-379 als Baudenkmal in die Bayerische Denkmalliste eingetragen.
Das spätmittelalterliche Bauwerk steht in der Rosenstraße an der Ecke zur Ellinger Straße umrahmt von weiteren Baudenkmälern unweit der St.-Andreaskirche auf einer Höhe von 422 Metern über NHN. Das Nachbargebäude ist das ebenfalls denkmalgeschützte Haus an der Rosenstraße 16.
Das sehr große, dreigeschossige, massive und giebelständige Steildachbauwerk und besitzt drei Giebelgeschosse. Die Mauern sind aus Kalkstein. Der riesige Dachboden diente als Kornspeicher. Das Bauwerk wurde 1396 erbaut, was Untersuchungen am Dachstuhl ergaben. Bei der Tieferlegung des Kellers 1994 wurde entdeckt, dass das Bauwerk einen etwa achtzig Jahre älteren Vorgängerbau hatte. Rosenstraße 18 wurde um 1550 und nach 1617/1618 umgebaut. Im Ersten Stockwerk ist eine Stuckdecke aus dem 18. Jahrhundert, eine Tür aus dem 17. Jahrhundert und mehrere Wandmalereien aus dem Spätmittelalter erhalten. Dies deutet darauf, dass das Gebäude von wohlhabenden Personen bewohnt wurde.